# Charmey
Charmey is een plaats en voormalige gemeente in het Zwitserse kanton Fribourg, en maakt deel uit van het district Gruyère.
Charmey telt 1660 inwoners. In 2014 is de gemeente gefuseerd met de andere gemeenten Cerniat en hebben de nieuwe gemeente Val-de-Charmey gevormd.
Bas-Intyamon · Botterens · Broc · Bulle · Châtel-sur-Montsalvens · Corbières · Crésuz · Echarlens · Grandvillard · Gruyères · Hauteville · Haut-Intyamon · Jaun · La Roche · Le Pâquier · Marsens · Morlon · Pont-en-Ogoz · Pont-la-Ville · Riaz · Sâles · Sorens · Vaulruz · Val-de-Charmey · Vuadens